# Cercle de tombes A

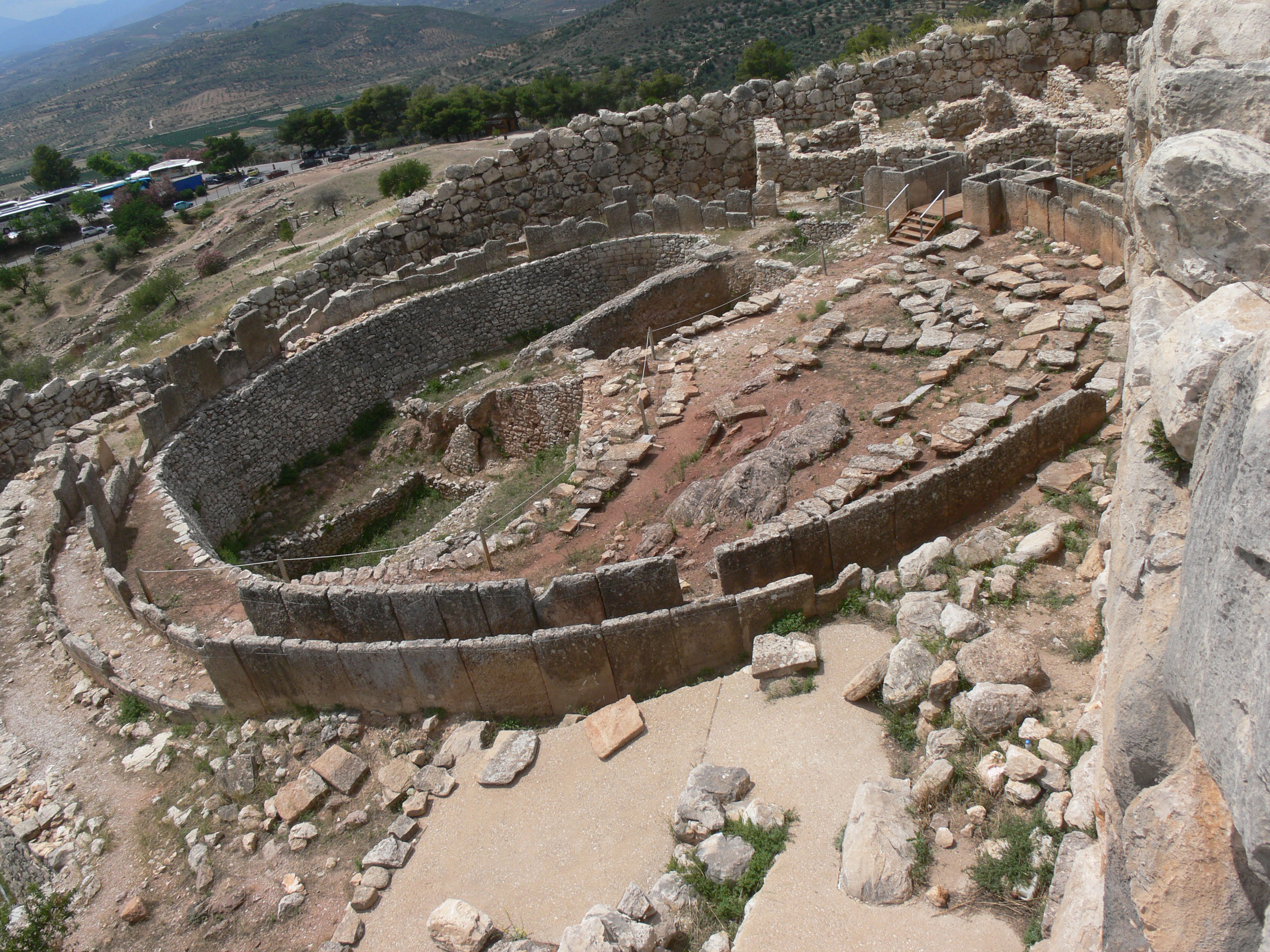
Restes del cercle de tombes A

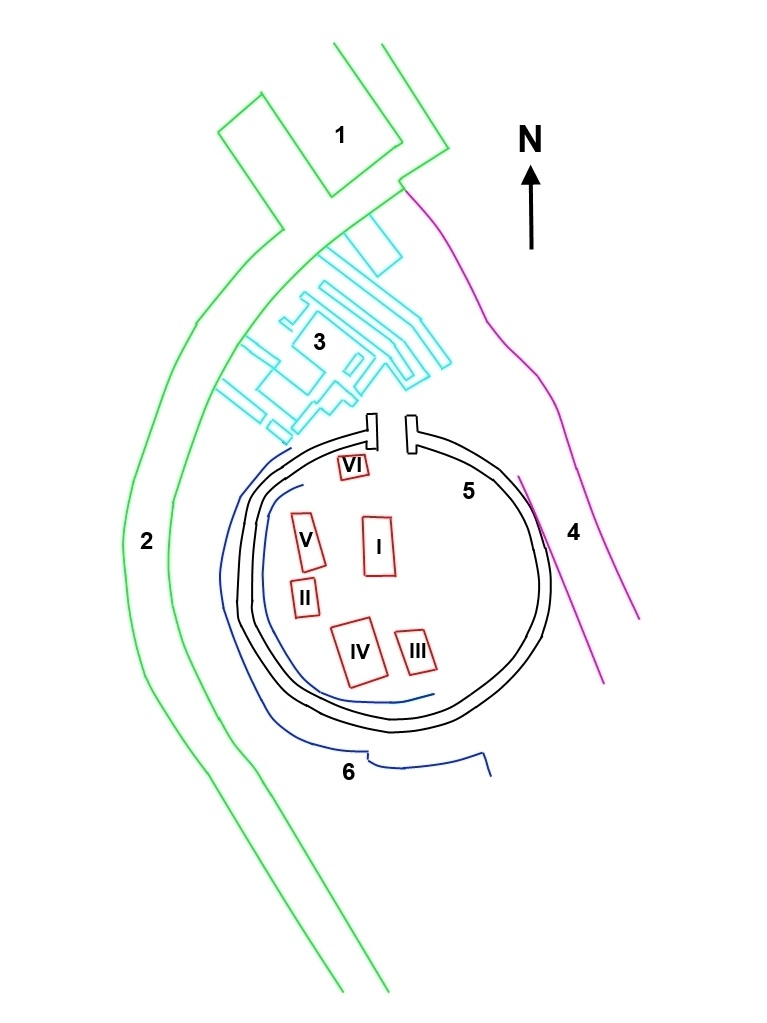
Plànol del cercle de tombes A: 1-Porta dels lleons; 2-muralla ciclòpia; 3-graner; 4-rampa; 5-cercle de tombes; 6-mur de suport. En nombres romans, de l'I al VI figura la distribució de les sis tombes

El cercle de tombes A és una necròpoli de l'edat del bronze que es troba a l'interior de l'acròpoli de Micenes. Es descobrí en les excavacions realitzades al 1876 per Heinrich Schliemann. Al seu interior aparegueren restes de cadàvers i molts objectes pertanyents a l'aixovar funerari.
La major part dels objectes trobats s'exposen al Museu Arqueològic Nacional d'Atenes.

## Descobriment
L'arqueòleg Heinrich Schliemann, que ja havia descobert les ruïnes de Troia, estava convençut que les tombes narrades per Pausànias havien de ser dins de les muralles ciclòpies de la ciutadella de Micenes, doncs deduí que les muralles de la ciutat baixa no havia pogut veure-les perquè foren demolides molt de temps abans.
El juliol de 1876 començà l'excavació als voltants de la porta dels Lleons. Dies després, a uns dotze metres de distància, l'equip de Schliemann localitzà un cercle de lloses verticals de 26 m de diàmetre. A dins, trobaren algunes esteles verticals de pedra, com làpides de tombes, algunes amb baixos relleus tallats.
Més tard trobaren un altar circular amb una obertura en forma de pou. Schliemann pensà que devia ser un sistema per a oferir als morts sang de sacrificis.
Després van excavar sota les làpides i descobriren algunes tombes de fossa vertical. Després de les primeres troballes d'objectes preciosos com un anell d'or, Schliemann decidí que quan arribaren a la neteja final d'una tomba, només haurien de seguir treballant ell, la seua esposa Sophia i el supervisor grec Panagiotis Stamatakis, sense comptar amb els obrers.
Entre novembre i desembre de 1876, Schliemann i Sophia hi descobriren cinc tombes i Panagiotis Stamatakis va traure a la llum una tomba més al 1877.

## Datació
Es considera que aquestes tombes pertanyen a un període comprés aproximadament entre els anys 1600 i 1500 ae. Són una mica més recents que les del cercle de tombes B.

## Descripció

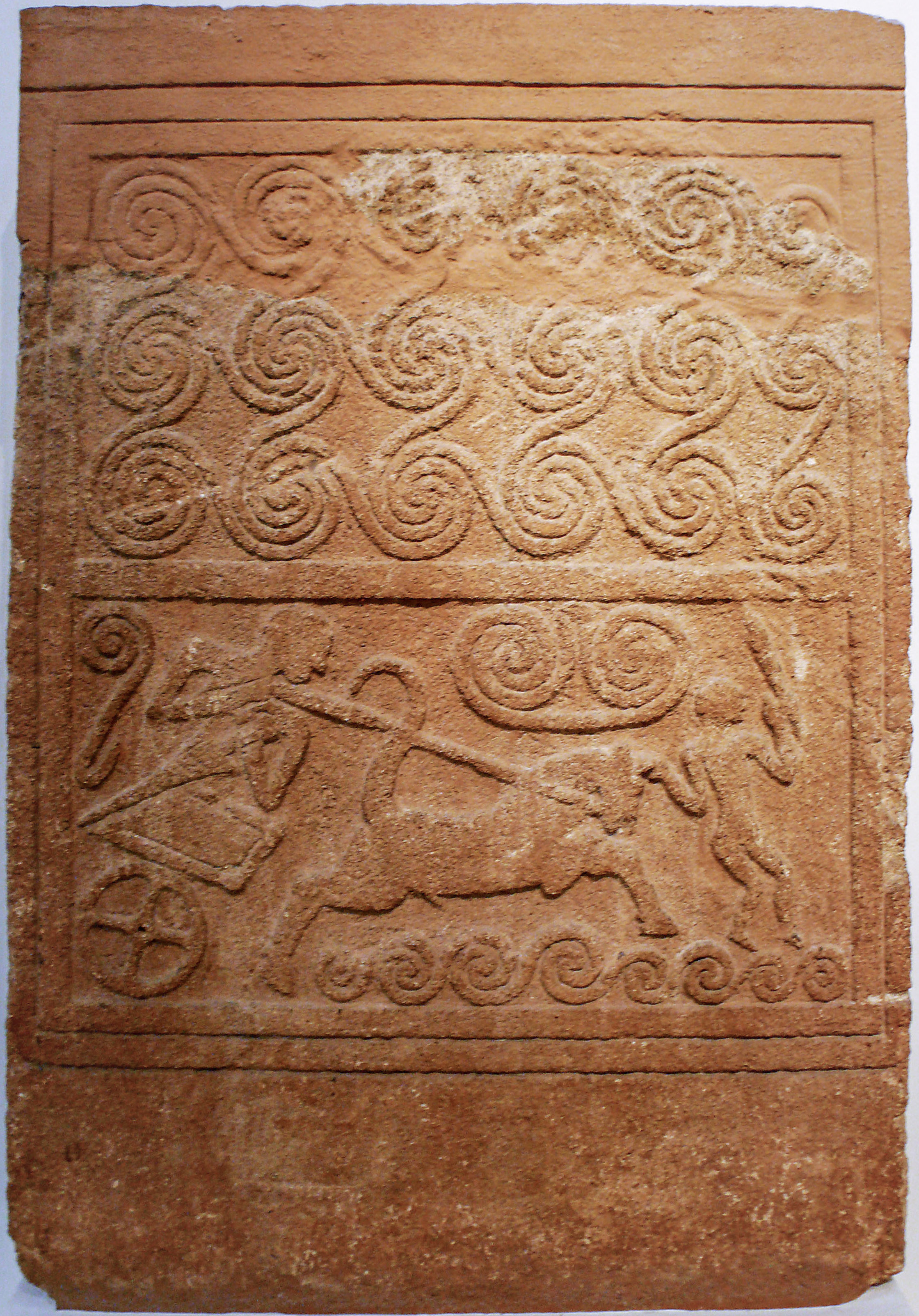
Estela funerària de la tomba V amb un relleu on apareixen espirals que podrien representar ones i una escena d'un carro conduït per un auriga i una altra figura davant ell, potser un soldat armat. S'ha interpretat com una escena bèl·lica d'una gesta realitzada pel difunt o també com una cursa de carros.

Cada tomba es compon d'una fossa rectangular les mides de la qual oscil·len d'1 a 4,5 m de fondària i de 3 a 6 m de longitud. Als sepulcres aparegueren restes de 19 persones, dues d'elles nens. Hi havia dotze esteles que assenyalaven el lloc de les sepultures.
Els números de les tombes s'han pres a partir de la documentació aportada per Stamatakis. Alguns d'aquests no coincideixen amb els números assignats per Schliemann. Els aixovars funeraris trobats dins de cada tomba comprenien una important quantitat d'objectes de luxe i armes:
A la tomba I (tomba II segons Schliemann) hi havia tres esquelets de dones. Un esquelet estava cobert de tres grans fulles d'or, braçalets i discs decorats i al seu costat hi havia gots de bronze, copes d'argent i or i un flascó d'ivori.
A la tomba II (a la qual Schliemann assignà el número V) es trobà un esquelet d'un home amb un aixovar d'una copa d'or, una diadema d'or, armes de bronze i cossis de ceràmica.
A la tomba III van aparéixer esquelets de tres dones i dos nens coberts de joies d'or (agulles i anells) i envoltades de centenars de fulles amb adorns de papallones i espirals, ceptres d'argent, gemmes d'àgata i ametista i una diadema d'or amb motius florals. També hi havia balances d'or.
A la tomba IV hi havia ossos de cinc individus: dues dones i tres homes. Cada home tenia una màscara funerària i els cossos estaven coberts d'ornaments d'or. Al costat tenien dues corones, vuit diademes, anells i braçalets d'or i argent, una trentena d'espases, molts punyals —entre els quals destaca un de decorat amb una escena de la caça d'un lleó—, ganivets, vasos de materials diversos —entre aquests un que s'ha denominat copa de Nèstor, d'or—, rítons de diversos materials —un d'ells amb un cap de lleó, d'or—, perles d'ambre, seixanta dents de senglar i trenta-vuit puntes de fletxa.
A la tomba V (tomba I per a Schliemann) hi havia tres cossos, un d'ells sense adorns. Damunt els altres dos hi havia sengles màscares d'or, entre elles l'anomenada màscara d'Agamèmnon. Entre l'aixovar aparegueren armes, cuirasses d'or, perles d'ambre, un ríton i una caixa hexagonal de fusta recoberta de làmines d'or decorades amb relleus.
La tomba VI contenia els esquelets de dos homes al costat d'armes, recipients de ceràmica, una copa d'or i dues genolleres d'or.

Alguns d'aquests objectes són d'origen cretenc.

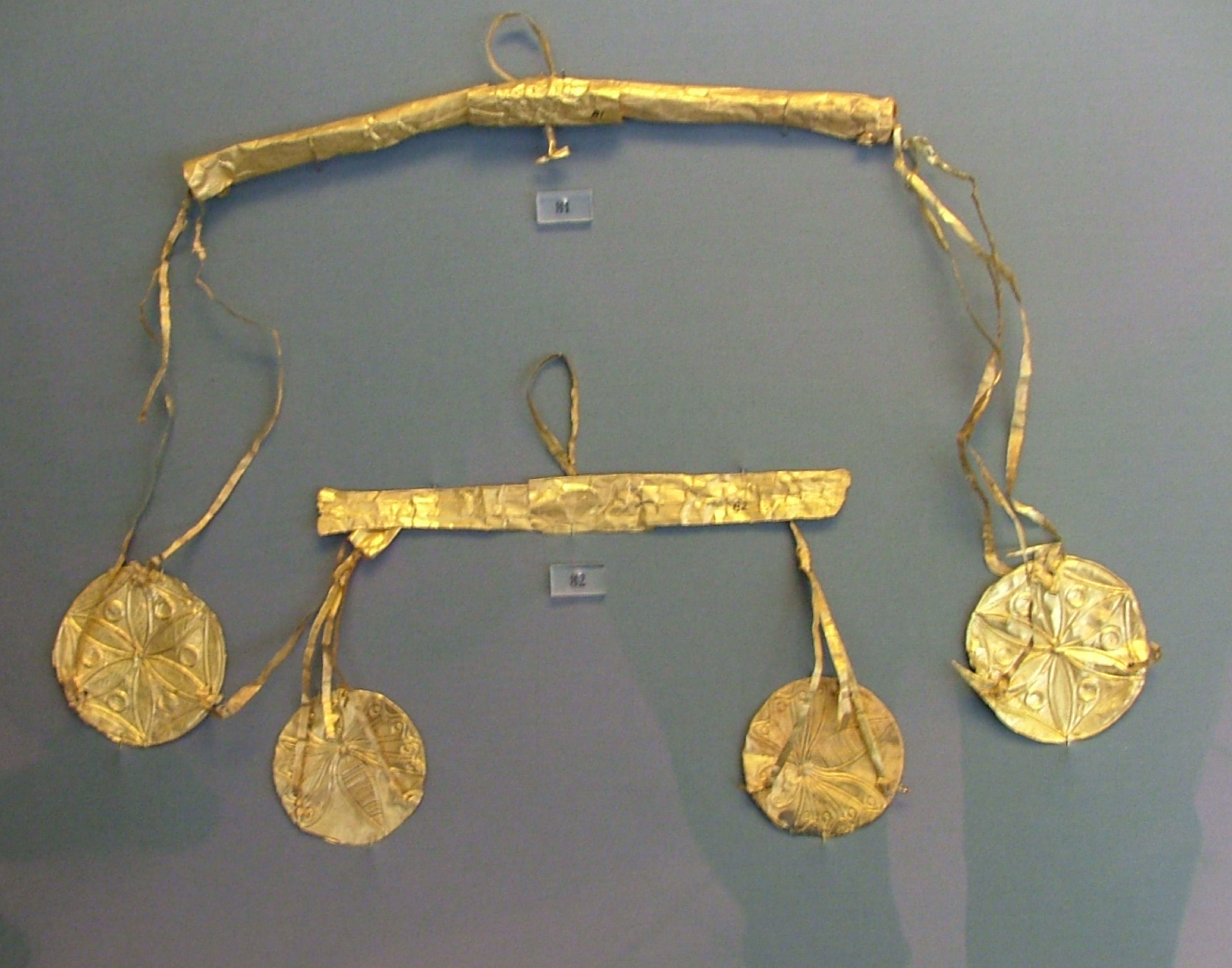
Balances d'or trobades en diverses de les tombes del cercle A
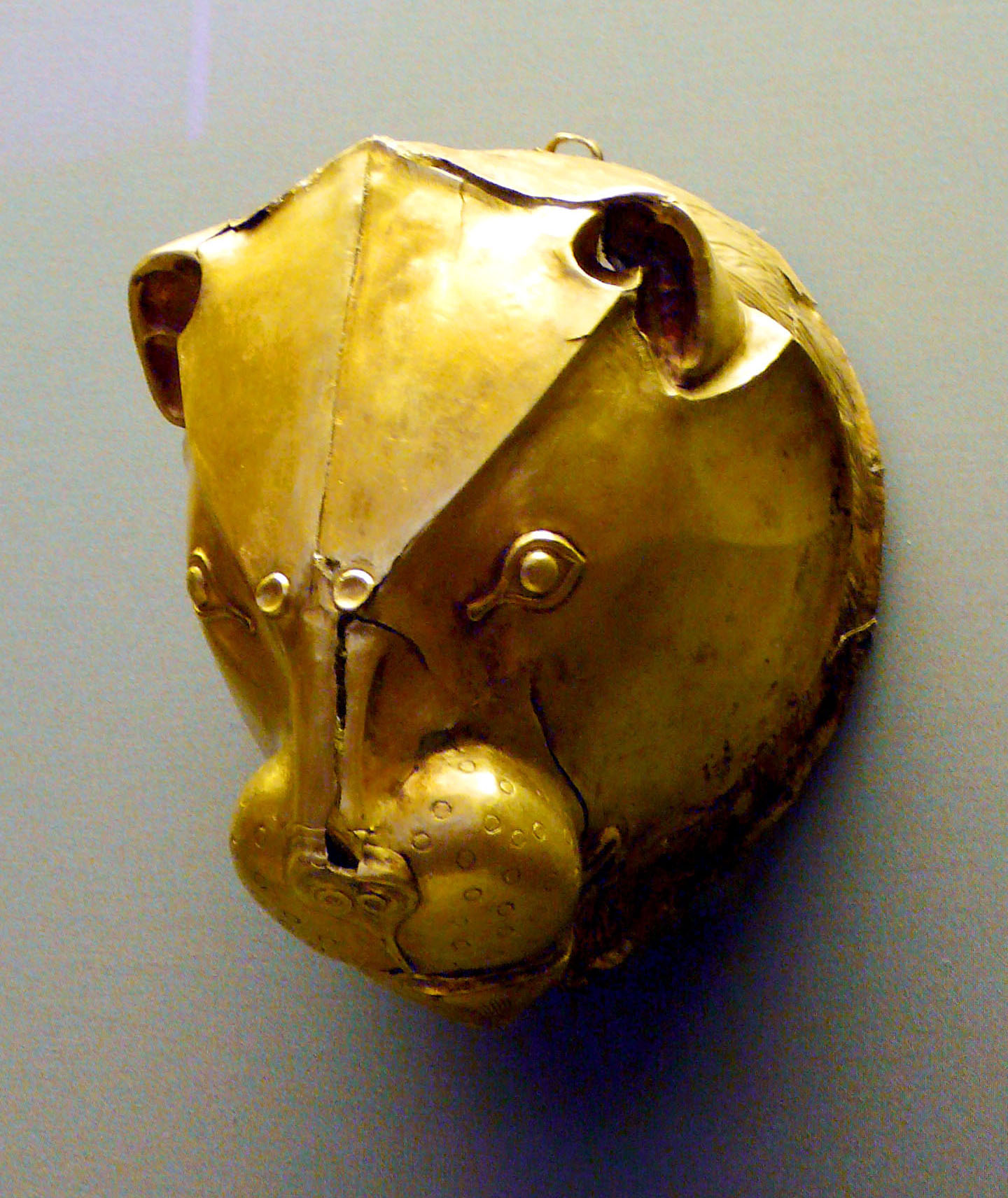
Ríton amb forma de cap de lleó, trobat a la tomba IV
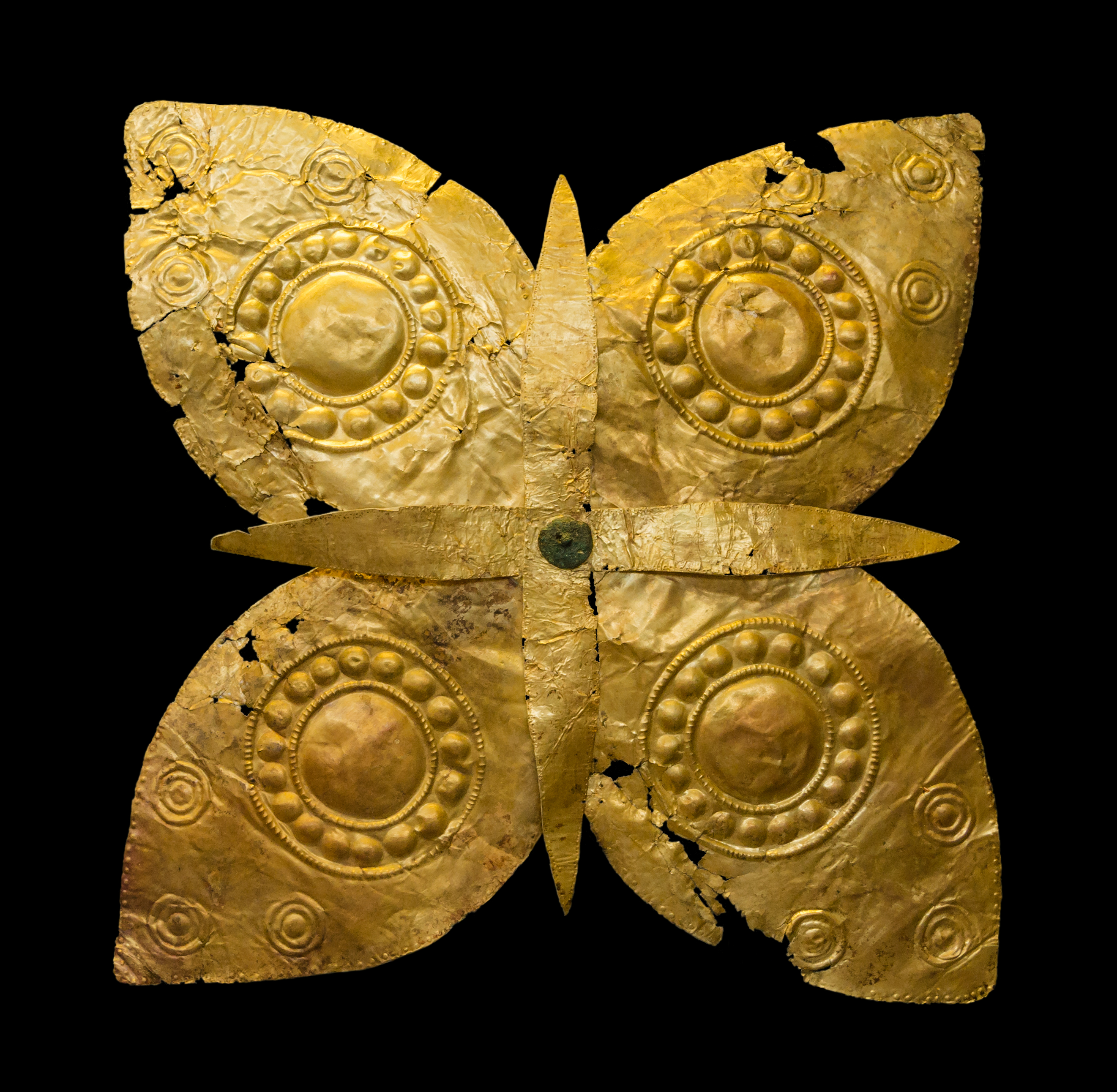
Adorn d'or amb forma de papallona de la tomba III
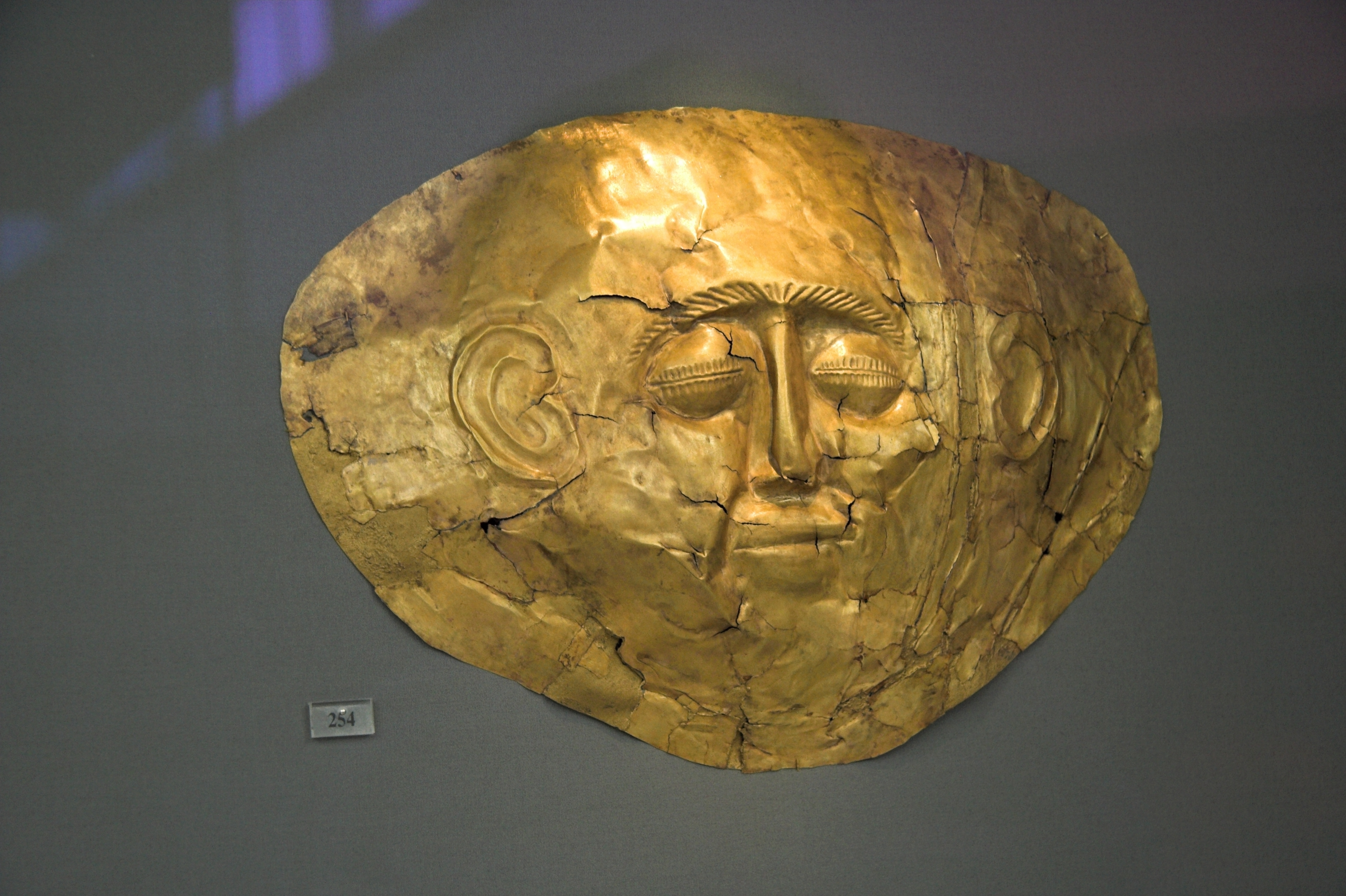
Una de les màscares funeràries d'or trobades a la tomba IV
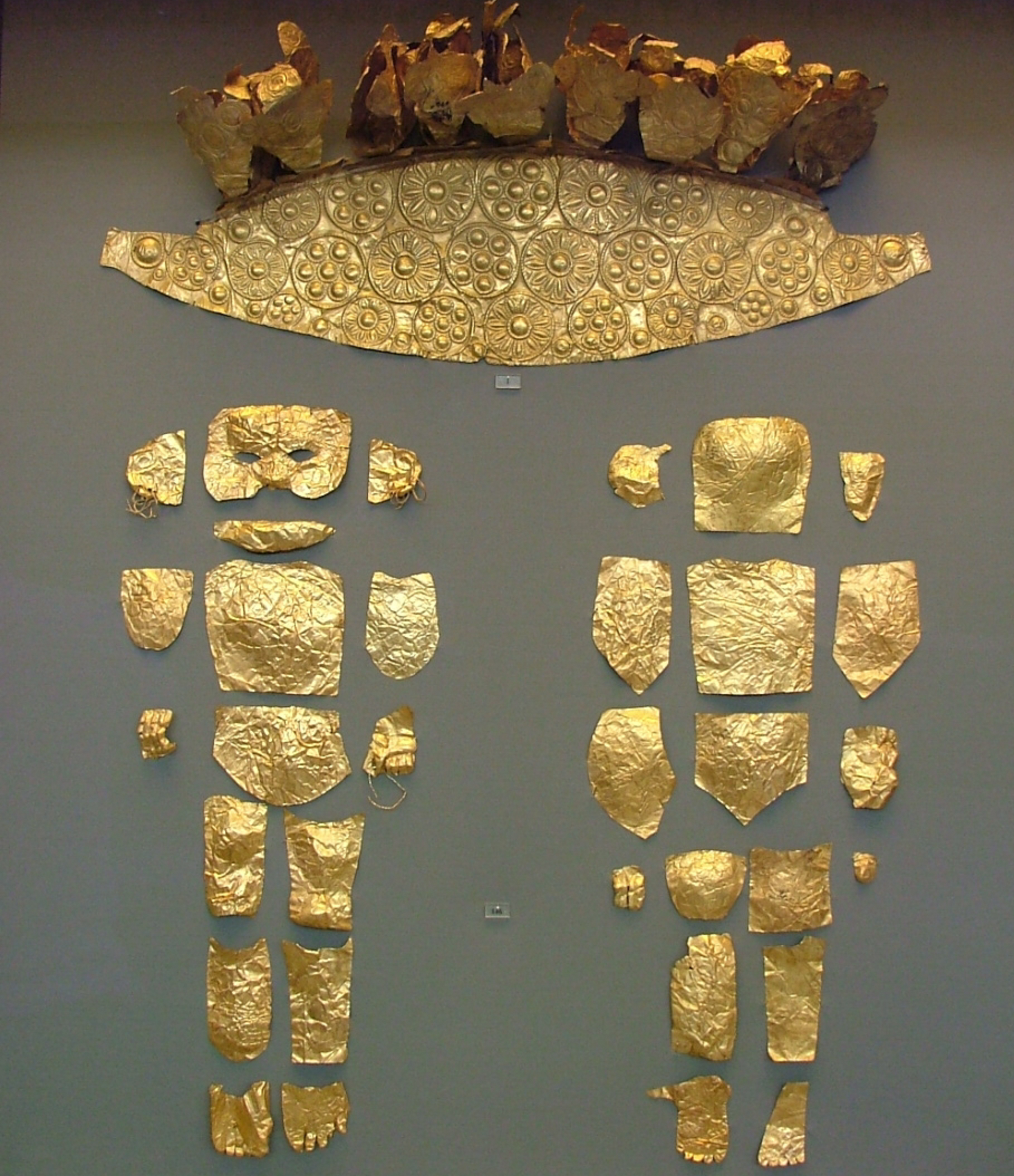
Diadema i làmines d'or trobades a la tomba III. Aquestes últimes recobrien les restes de dos nens